# Hassan Rohani
Hassan Rohani, em persa حسن روحانی; também transliterado como Hassan Ruhani, Hassan Rowhani ou Hassan Rouhani (Sorkheh, Semnan, 12 de novembro de 1948) é um clérigo, político, diplomata e académico iraniano, que serviu como presidente do Irã de 2013 a 2021.
Membro da Assembleia dos Peritos (desde 1999), do Conselho de Discernimento (desde 1991), do Conselho Supremo de Segurança Nacional (CSSN) (desde 1989) e presidente do Centro de Pesquisa Estratégica do Irã (desde 1992), Rohani foi eleito presidente em 15 de junho de 2013 e reeleito em 20 de maio de 2017.

## Biografia
Nascido Hassan Feridon (‌حسن فریدون), em 1960 iniciou sua formação no seminário de Semnan, passando em seguida ao tradicional seminário de Qom (Hawza). Em 1969 foi admitido na Universidade de Teerã, graduando-se  em Direito (1972). Continuou seus estudos no Ocidente e obteve seu mestrado, seguido de doutorado (PhD) em Direito Constitucional (1999), na Universidade Caledônia de Glasgow, na Escócia.
Deputado durante as cinco primeiras legislaturas do parlamento iraniano (Majlis), tendo sido presidente da Comissão de Defesa e da Comissão de Relações Exteriores e presidente do Majlis, na quarta e quinta legislaturas.
No governo do ex-presidente Mohammad Khatami (que o apoiou nas eleições), Hassan Rohani foi o negociador-chefe do programa nuclear do Irão com a União Europeia. Atualmente presidia o importante Centro de Pesquisa Estratégica nacional, que assessora o líder supremo,  Ali Khamenei.
Em 1999, diante dos protestos de estudantes contra o fechamento de um jornal reformista, Rouhani adotou uma posição inflexível, declarando que aqueles que tinham sido presos por sabotagem e destruição de patrimônio público deveriam receber a pena de morte, caso fossem condenados. Em 2009, no entanto, apoiou os manifestantes que protestaram contra o resultado da eleição presidencial que deu vitória a Mahmoud Ahmadinejad, e criticou o governo pela repressão aos protestos. Rouhani também já teceu críticas diretas a Ahmadinejad, dizendo que suas "observações sem estudo, sem cálculo e irresponsáveis" já custaram muito ao país.
Em 2013, oficializou sua candidatura à presidência do país. Apontado como "moderado", enfrentou vários adversários conservadores na eleição. Hassan Rohani anunciou uma carta de direitos civis para o país e prometeu uma política externa menos agressiva do que a que foi feita por Mahmoud Ahmadinejad.
Em 15 de junho de 2013, foi eleito sétimo presidente do Irão, já no primeiro turno da votação, com mais de 50% dos votos.
Em 3 de agosto, Rohani foi oficialmente empossado para o cargo de presidente.
Em 19 de maio de 2017, foi reeleito presidente, com cerca de 57% dos votos.

## Obras
Durante sua vida, Rohani escreveu mais de cem livros e conduziu mais de 700 projetos de pesquisa. Fala inglês, alemão, francês, russo e árabe.